# Kay Boeck-Hansen
Kay Boeck-Hansen (11. juni 1920 i Aalborg – 17. november 1992 i København) var en dansk arkitekt, der er særligt kendt for hospitalsbyggerier i Odense og København, som han udførte sammen med Jørgen Stærmose. 
Boeck-Hansen var søn af direktør Axel Boeck-Hansen og blev student fra Aalborg Katedralskole i 1940 og arkitekt fra Kunstakademiets Arkitektskole i 1947. Han etablerede allerede egen tegnestue i 1948. Samme år vandt han sammen med Preben Hansen førstepræmie i en konkurrence om en bebyggelsesplan til et beboelsesområde i det vestlige Odense med skole (Provstegårdskolen), børneinstitution og butikscenter. Planen blev senere realiseret. Fra 1954 drev han tegnestue i kompagniskab med Stærmose.
Mest kendt er Kay Boeck-Hansen for Odense Universitetshospital (1957-1967) og Rigshospitalet (1956-1988), som begge fik førstepræmie. Begge byggerier domineres af højhuse, men rummer også lavere byggerier. Han var medlem af adskillige dommerkomiteer ved arkitektkonkurrencer. 
Boeck-Hansen blev gift (10. februar 1943 i København) med en datter af grosserer Harald Nyborg og Bodil Soele, Grete Soele Nyborg (født 31. december 1915 i Odense), og var formand for bestyrelsen for A/S Harald Nyborg, Odense. Han var Ridder af Dannebrog.

## Værker
- Rigshospitalet, Blegdamsvej og Tagensvej, København (1956-1988, 1. præmie 1954, s.m. Jørgen Stærmose, det vestlige højhus i 2002 forlænget med Ronald McDonald Børnehus)
- A/S Benedikt, Benediktsgade 46, Odense, (1957, 1. præmie, s.m. samme)
- Odense Sygehus, Søndre Boulevard (1957-1967, 1. præmie 1953, s.m. samme)
- Odense Handelsbank, Vestergade 12-14 (1958)
- Desuden flere nybygninger på hospitaler, f.eks. Frederiksberg Hospital; Københavns Militærhospital, Tagensvej; Landshospitalet, Sønderborg; Patologisk/Anatomisk Institut, Odense (1969-70); Patologisk/Anatomisk/Retsmedicinsk Institut, København og det nye Finseninstitut (alle s.m. Jørgen Stærmose)
- Industrihus for A/S Hagen & Sørensen, Odense
- Varehus for A/S Magasin, Odense
- Industrikompleks for A/S Ege, Herning

### Konkurrencer
- Kommuneskole i Dalum (1949, 3. præmie)
- Bebyggelsesplan for Provstegården i Odense (1949, 1. præmie, s.m. Preben Hansen)
- Kommuneskole i Aabenraa (1949, 3. præmie)
- Skyttehus i Vejle (1950, 3. præmie)
- Gymnasium i Nyborg (1950, 4. præmie)
- Svendborg centrum (1950, 1. præmie)
- Hovedkontor for Odense Vinkompagni (1951, 1. præmie)
- Kulturcentrum i Gladsaxe (1952, 3. præmie)
- Langeliniepavillonen (1953)
- Odense Sygehus (1953, s.m. Jørgen Stærmose, 1. præmie)
- Rigshospitalet (1954, s.m. Jørgen Stærmose, 1. præmie)
- A/S Benedikt, kollektivhus og biograf, Odense (1. præmie)
- Danmarks Nationalbank (1961, s.m. Jørgen Stærmose)